# Filimanus hexanema
Filimanus hexanema is een straalvinnige vissensoort uit de familie van de draadvinnigen (Polynemidae). De wetenschappelijke naam van de soort is voor het eerst geldig gepubliceerd in 1829 door Cuvier.